# Crassula cooperi
Crassula cooperi (Regel, 1874) è una pianta succulenta appartenente alla famiglia delle Crassulaceae, endemica delle Province del Capo, in Sudafrica. È stata a lungo considerata come sottospecie di Crassula exilis, col nome di Crassula exilis subsp. cooperi ((Regel) Toelken, 1975), ma al momento è nuovamente classificata come una specie a sé stante.
L'epiteto specifico cooperi è stato scelto in onore di Thomas Cooper, botanico e collezionista inglese, suocero di Nicholas Edward Brown.

## Descrizione

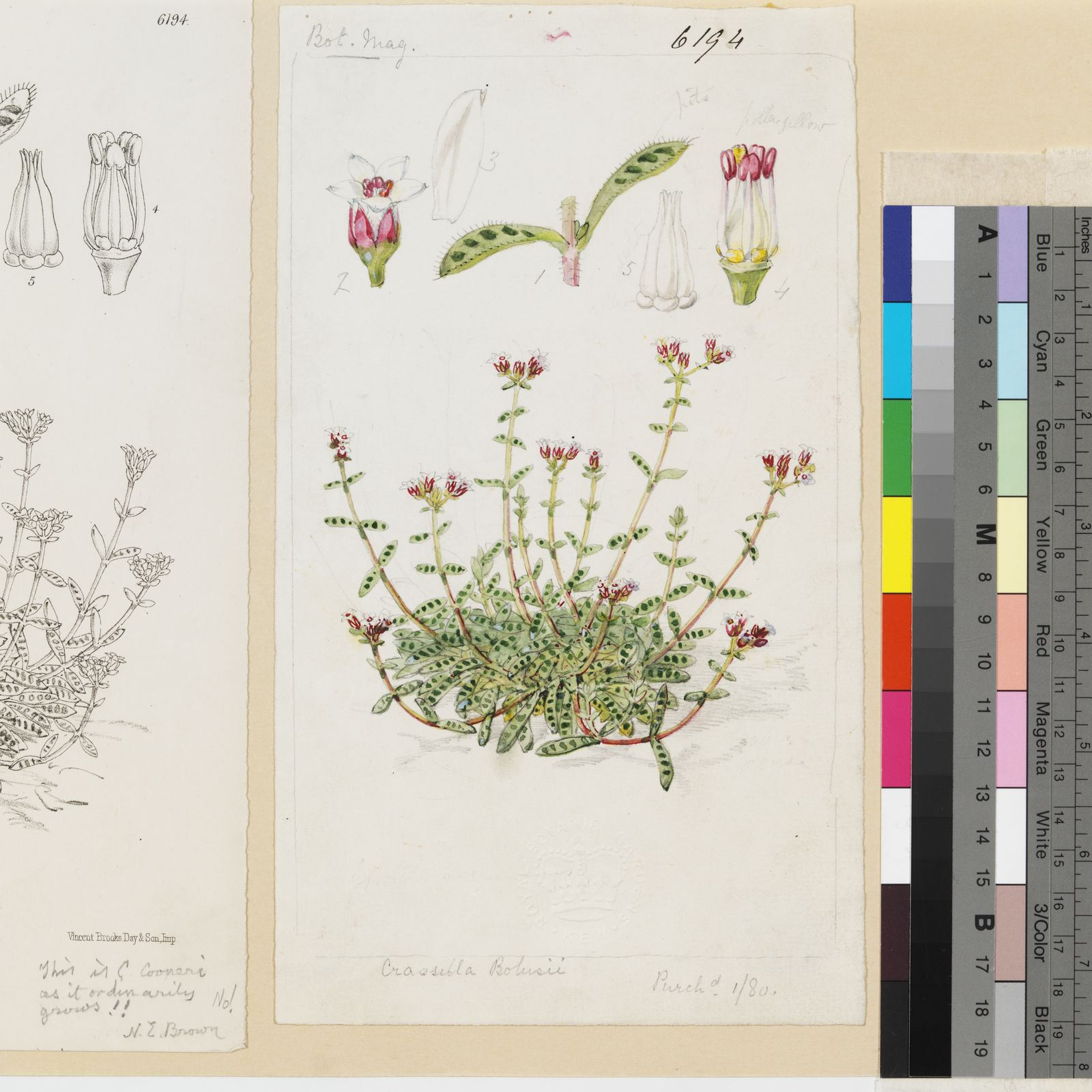
Illustrazione botanica realizzata per il Curtis's Botanical Magazine alla scoperta della specie.

C. cooperi è una pianta perenne formata da numerosi steli disposti in cespi, che si sviluppano a partire da una base legnosa, ramificando di rado. Questi steli, che raggiungono i 15 centimetri d'altezza per 1 millimetro in diametro, hanno un portamento ascendente e sono ricoperti da peli biancastri.
Le foglie carnose, più fitte verso la base degli steli, dove formano una sorta di cuscino, ed invece distanziate verso le estremità di questi, sono distribuite in coppie opposte e sessili. Hanno una forma da spatulata a lanceolata ed estremità acuminate, profilo convesso, misurano 2–6 cm in lunghezza per 0,25 cm in larghezza e quelle poste più in alto hanno dimensioni più contenute. Sono di colore verde chiaro, con alcune macchie più scure in superficie e presentano ciglia in posizione marginale.
L'infiorescenza è una cima composta da 3-5 fiori, che si sviluppa in posizione terminale. I pedicelli hanno lunghezze differenti a seconda della posizione dei fiori, sempre più corti tanto più si trovano in alto.
I fiori, da tetrameri a pentameri, presentano un calice lungo circa la metà della corolla, composto da sepali di forma lanceolata e con alcune ciglia alle estremità. La corolla invece, a forma di stella, è formata da petali di forma ovato-lanceolata e con delle estremità acute, glabri e di colore bianco. Gli stami portano delle antere di colore rosso, forma da suborbiculare a suboblunga e lunghe circa 0,25-0,4 mm.
I frutti sono dei follicoli lunghi circa 5 mm, dalla forma oblunga, superficie liscia e con dei corti stili terminali.

## Distribuzione e habitat
C. cooperi è una specie endemica delle province del Capo Orientale e del Capo Settentrionale e, nello specifico, la si può trovare nell'area compresa tra la città di Graaff-Reinet e l'insediamento di Aliwal North.
È particolarmente diffusa sui terreni rocciosi, in posizioni ombreggiate, presenti nella catena dei Monti Stormberg, della quale è originaria.

## Tassonomia

### Varietà
Al momento, oltre alla pianta in sé, è accettata una sola varietà:
- Crassula cooperi var. subnodulosa (R.Fern., 1978)[12]

#### Crassula cooperivar.subnodulosa
Crassula cooperi var. subnodulosa è l'unica varietà nota di C. congesta e, a differenza della specie in sé, è endemica dello stato del Zimbabwe. In particolare è diffusa nella parte settentrionale dell'altopiano che occupa la maggior parte del Paese, principalmente nei distretti di Lomagundi e di Mutare. Rispetto alla varietà sudafricana la si può trovare in ambienti più umidi, soprattutto in gole rocciose, ad altitudini comprese tra i 1100 metri e i 1300 m su livello del mare.
Questa varietà differisce dalla specie in sé per le infiorescenze a cima sviluppate in posizione sia in posizione terminale che ascellare, a partire dalle ascelle delle foglie disposte nelle 6 coppie più alte.

## Galleria d'immagini

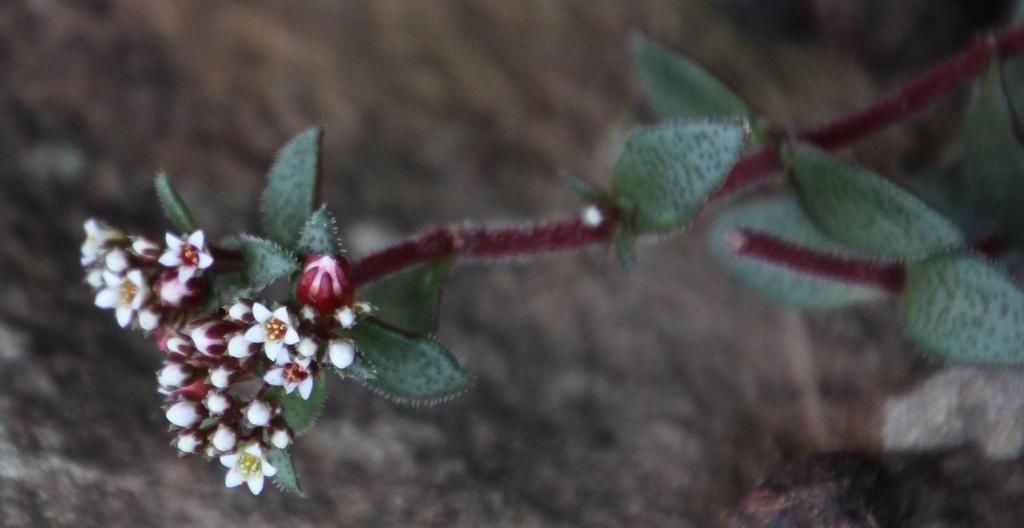
Dettaglio di un'infiorescenza di C. cooperi.
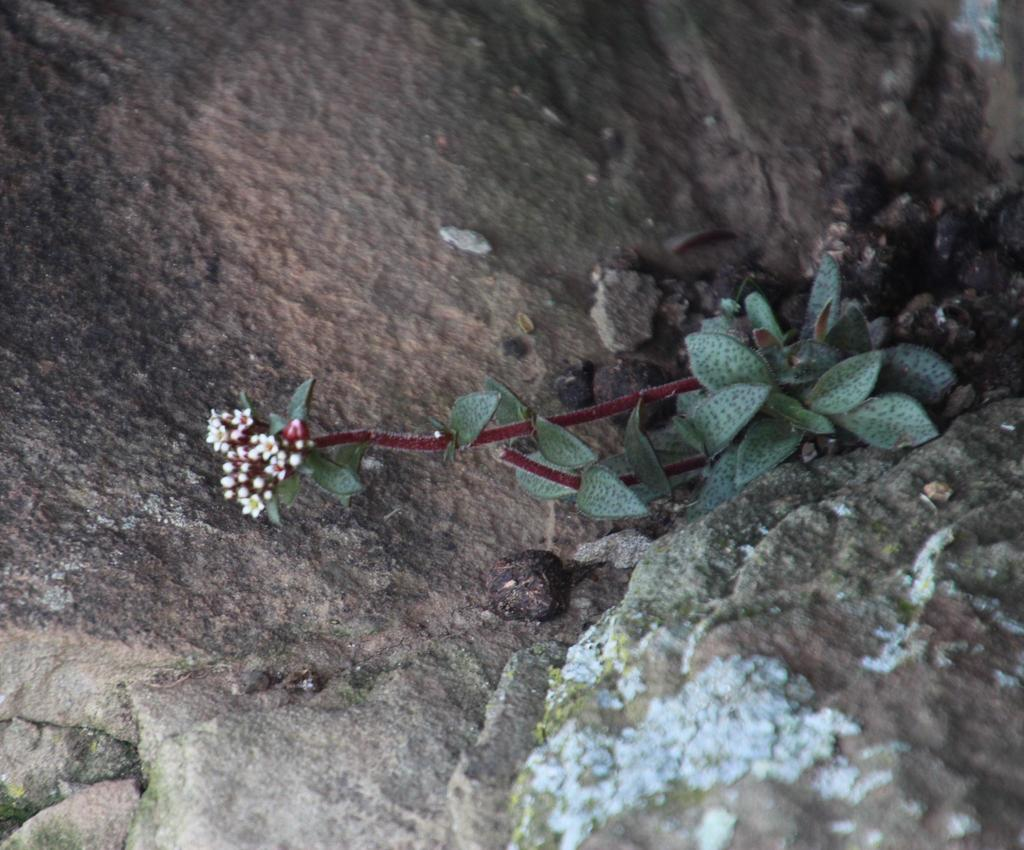
Singolo stelo di C. cooperi.
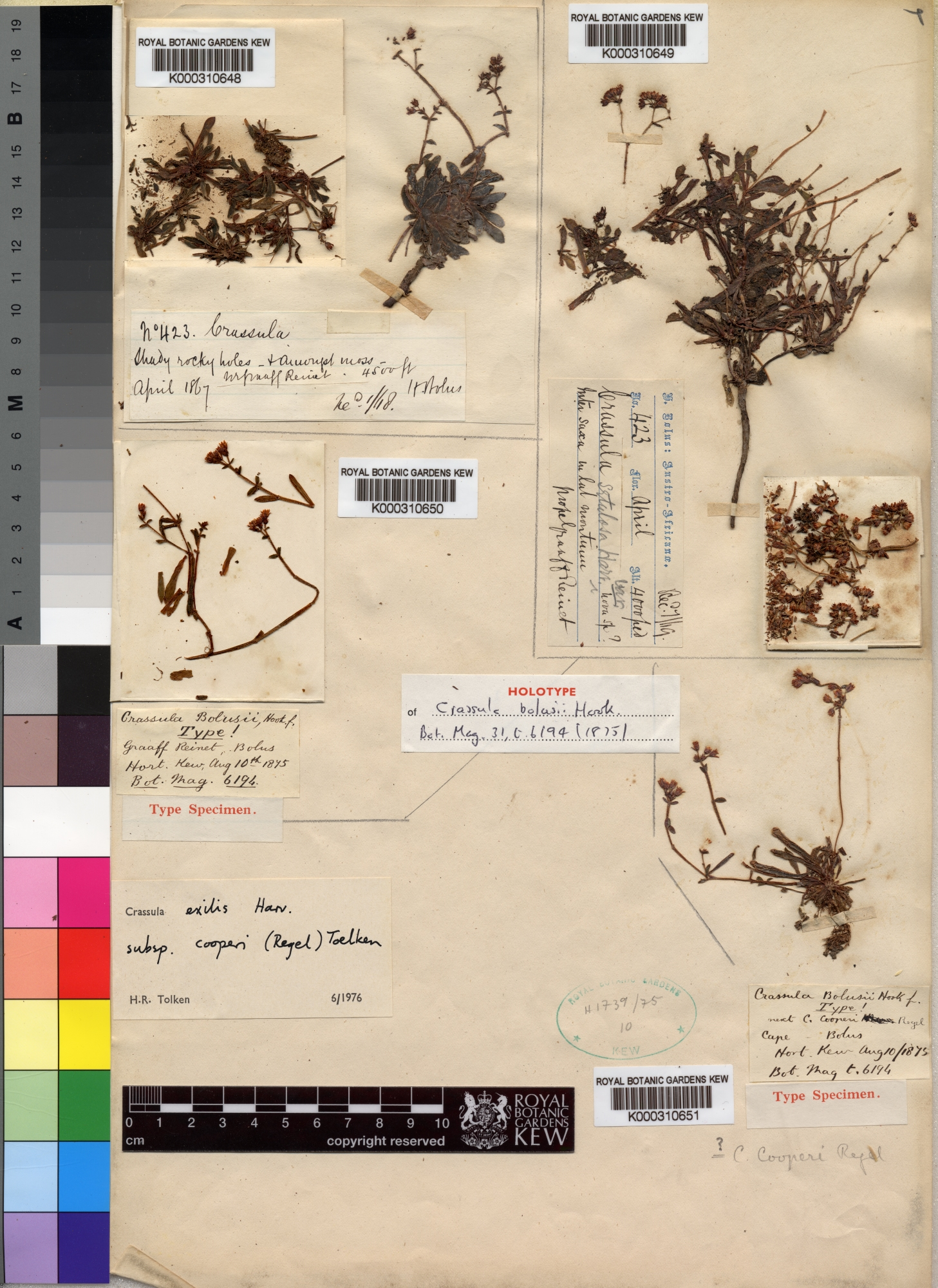
Olotipo di C. cooperi.